# 2020년 하나우 총기 난사 사건
2020년 2월 19일 독일 헤센주 하나우에서 두 곳의 술집에서 총기 난사 사건이 발생하였다. 이 사건으로 9명이 사망하고 5명이 부상을 입었으며, 용의자는 총기 난사를 일으킨 후 집으로 돌아가 어머니를 살해하고 자살하였다. 용의자는 43세 신나치주의자이자 극우인 남성 토비아스 라텐으로 밝혀졌다.

## 같이 보기
- 2016년 뮌헨 총기 난사 사건